# Барбаров (станция)
Барбаров (бел. Барбаро́ў) — станция Гомельского отделения Белорусской железной дороги в Мозырском районе Гомельской области Республики Беларусь, на линии Михалки — Барбаров.
Одна из крупнейших грузовых станций Белорусской железной дороги была открыта 5 февраля 1975 года.

## История
Со строительством Мозырского нефтеперерабатывающего завода проложена железнодорожная линия Михалки — Барбаров и в 1975 году образована станция Барбаров (Мозырь — Южный).
Своё название станция получила от населённого пункта, расположенного в 10 километрах на восток на берегу Припяти — Барбаров.

## Деятельность
Приём и выдача грузов повагонными и мелкими отправками, загружаемых целыми вагонами, только на подъездных путях и местах необщего пользования.
На железнодорожной станции Бабраров имеется промывочная станция Мозырского нефтеперерабатывающего завода.